# 2689 Bruxelles
2689 Bruxelles è un asteroide della fascia principale. Scoperto nel 1935, presenta un'orbita caratterizzata da un semiasse maggiore pari a 2,2325552 UA e da un'eccentricità di 0,1173783, inclinata di 5,50067° rispetto all'eclittica.